# Valpy French
Thomas Valpy French, född 1 januari 1825, död 14 maj 1891, var en brittisk missionär.
French utgick 1850 i Kyrkomissionssällskapets tjänst till Indien, där han grundade ett college i Agra och en teologisk skola i Lahore. 1877 blev han biskop för Punjab med nedlade 1888 sitt ämbete för att verka bland muslimerna. Efter vidsträckta resor i Främre Orienten slog han sig slutligen ned i Muskat i Oman 1891, där han dock endast hann verka några månader före sin död.